# Diego Miranda (rugby à XV)
Pour les articles homonymes, voir Miranda.
Pas d'image ? Cliquez ici

a Compétitions nationales et continentales officielles uniquement.

b Matchs officiels uniquement.
Dernière mise à jour le 16 juin 2025.
Diego Miranda, né le 18 mars 2004, est un joueur français de rugby à XV et de rugby à sept évoluant aux postes d'ailier et de troisième ligne.

## Biographie
Diego Miranda pratique plusieurs sports dans sa jeunesse : le football, le ju-jitsu, le basket-ball, l'athlétisme et la natation. En 2011, la Coupe du monde de rugby à XV l'incite à pratiquer ce dernier. Il intègre alors l'AOCC Duras, entente représentant les communes lot-et-garonnaises de Duras, Sainte-Bazeille et Virazeil.
Il est rapidement repéré par le Stade foyen, club girondin de Sainte-Foy-la-Grande, où il évolue à partir de 2013 au poste de troisième ligne. Il est sélectionné avec l'équipe de Côte d'Argent durant les saisons 2015-2016 et 2016-2017. Il est également sacré durant ses années junior vice-champion de France UNSS et vice-champion de France.
En 2019, il rejoint le pôle espoirs et le CREPS de Talence, deux ans après avoir intégré la filière rugby du collège Victor-Louis de la même commune ; il rejoint par la même occasion l'équipe junior du CA Bordeaux Bègles. Durant cette saison 2019-2020, il est sélectionné parmi un rassemblement des « 100 meilleurs joueurs » choisis par la Fédération française de rugby, puis est sacré vice-champion de France en rugby à sept.
L'année suivante, Miranda est intégré aux équipes juniors de l'Union Bordeaux Bègles. Sous les couleurs bordelaises, il évolue autant à son poste original de troisième ligne qu'à celui d'ailier,. En 2023, il fait partie du groupe vice-champion de France, en catégorie espoirs. Il prend également part à l'édition 2023 du Supersevens, compétition rassemblant notamment les équipes professionnelles de Top 14, lors des étapes de Lyon et de Pau. Sujet à plusieurs blessures, il ne parvient pas à suffisamment se démarquer afin de prétendre à une intégration au groupe professionnel.
En parallèle de ses études, il prépare une licence Staps en préparation physique à l'université de Bordeaux,.
En vue de la saison 2024-2025, Diego Miranda paraphe un double contrat fédéral, d'une part avec l'Union sportive dacquoise évoluant en Pro D2, en tant que membre du centre de formation, et d'autre part avec la Fédération française de rugby, lui permettant d'être appelé à intégrer l'effectif de l'équipe de France de rugby à sept,. Avant le lancement de la Pro D2, il prend part à plusieurs événements de rugby à sept. Il est sacré champion d'Europe avec l'équipe de France « développement » de rugby à sept, puis participe à l'étape de Pau de l'édition 2024 du Supersevens sous les couleurs de l'Union Bordeaux Bègles. Il intègre par la suite rapidement le groupe professionnel dacquois, jouant son premier match dès la 2e journée du championnat,. Au mois d'octobre, il est sélectionné dans le groupe de l'équipe de France à sept pour la reprise d'activité post-Jeux olympique de cette dernière, dans le cadre d'un tournoi préparatoire à Elche. Avant l'ouverture de la saison 2025-2026 à l'occasion de laquelle son contrat en club est reconverti au statut professionnel, il est appelé dans le groupe de l'équipe de France de rugby à sept dans le cadre des deux étapes du championnat d'Europe 2025, ; les Bleus remportent les deux étapes de Makarska et de Hambourg et sont sacrés champions d'Europe.

## Palmarès

### En club
- Championnat de France espoirs :
  - Finaliste : 2023[note 1] avec l'Union Bordeaux Bègles.

### En équipe nationale
Avec l'équipe de France de rugby à sept :
- Championnat d'Europe de rugby à sept :
  - Champion : 2025.

Avec l'équipe de France « développement » de rugby à sept :
- Championnat d'Europe de rugby à sept :
  - Champion : 2024.